# برنامج التخصيص
برنامج التخصيص وهو أحد برامج رؤية السعودية 2030، أطلق في عام 2018 ، ومهمّته الرئيسية تعزيز دور القطاع الخاص لتقديم الخدمات وإتاحة الأصول الحكومية أمامه، ويسعى لتقليل تكلفة الخدمات على الحكومة ورفع كفاءتها، كما يعمل البرنامج على جذب المستثمرين الأجانب.
ويطبّق برنامج التخصيص على الخدمات المقدمة من قِبل الحكومة أو الأصول المملوكة لها، ويشمل ذلك عقود البيع الجزئي أو الكامل للأصول، إضافةً إلى عقود الشراكات بين القطاع العام والخاص.
ويهدف البرنامج إلى طرح الأصول الحكومية للقطاع الخاص، وخصخصة بعض الخدمات، مما يساعد على رفع كفاءة العمل والخبر، وتهيئة بيئة جاذبة للمستثمرين، وتنويع مصادر الإيرادات الحكومية، ويحسّن من جودة الخدمات.

## الأهداف الاستراتيجية[1]
- تحرير الأصول المملوكة للدولة أمام القطاع الخاص.
- تخصيص خدمات حكومية محددة.

## أبرز الإنجازات[1]
- اكتمال تخصيص قطاع مطاحن الدقيق، التي شملت عملية طرح كامل الحصص لشركات المطاحن.
- إتمام اتفاقية مشروع الجبيل- 3 لإنتاج المياه المستقل بالإضافة إلى التوقيع على اتفاقية مشروع ينبع- 4 لإنتاج المياه المستقل.
- إتمام العقد والإغلاق المالي للمجموعة الأولى لمبادرة جذب الاستثمارات الخاصة لتمويل إنشاء المباني التعليمية، وطرح منافسة المجموعة الثانية.

## أعضاء لجنة البرنامج[1]
| الإسم                                  | المنصب             |
| -------------------------------------- | ------------------ |
| الأستاذ / محمد بن عبدالله الجدعان      | رئيس لجنة البرنامج |
| المهندس/ عبدالرحمن بن عبدالمحسن الفضلي | عضو                |
| المهندس/ خالد بن عبدالعزيز الفالح      | عضو                |
| الأستاذ/ ماجد بن عبدالله الحقيل        | عضو                |
| المهندس/ أحمد بن سليمان الراجحي        | عضو                |
| الأستاذ/ يوسف بن عبدالله البنيان       | عضو                |
| الأستاذ/ بندر بن إبراهيم الخريف        | عضو                |
| المهندس/ صالح بن ناصر الجاسر           | عضو                |
| الأستاذ/ فيصل بن فاضل الإبراهيم        | عضو                |
| المهندس/ فهد بن عبدالرحمن الجلاجل      | عضو                |

## تحديات البرنامج
من التحديات التي حصرها البرنامج:
- تدني مستوى الخبرة بالأمور المتعلقة بالتخصيص.
- ضعف جودة الخدمات.
- ضعف الأطر التشريعية العامة التي تساعد الحكومة على تنفيذ عمليات التخصيص.[4]

## مواجهة التحديات
حددت وثيقة البرنامج عدد من المبادرات لمواجهة التحديات الرئيسية، ومنها:
- 100 مبادرة تخصيص محتملة في أكثر من 10 قطاعات.
- العمل على المبادرات التي يتوقع إنجازها بحلول 2020.
- موافقة مجلس الوزارء على قواعد عمل اللجان الإشرافية للقطاعات المستهدفة بالتخصيص.
- موافقة مجلس الوزراء على إنشاء المركز الوطني للتخصيص.[4]